# Holsteiner Gürtel von Hamburg-Altengamme
Koordinaten: 53° 27′ 9,8″ N, 10° 17′ 33″ O
Der Holsteiner Gürtel von Hamburg-Altengamme ist ein prunkvoller Gürtel aus Bronze und Eisen, der 1931 in einer Urnenbestattung der vorrömischen Eisenzeit im Hamburger Stadtteil Altengamme gefunden wurde. Dieser Gürtel gehört zu den am vollständigsten und besten erhaltenen Gürteln des Typs Holsteiner Gürtel. Er wird jetzt in der archäologischen Dauerausstellung des Archäologischen Museums Hamburg in Hamburg-Harburg gezeigt.

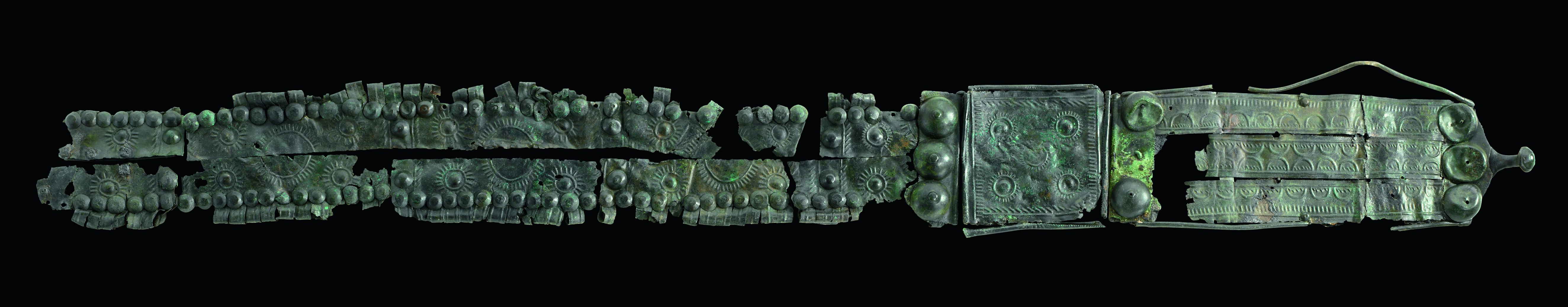
Holsteiner Gürtel von Hamburg-Altengamme

## Fund

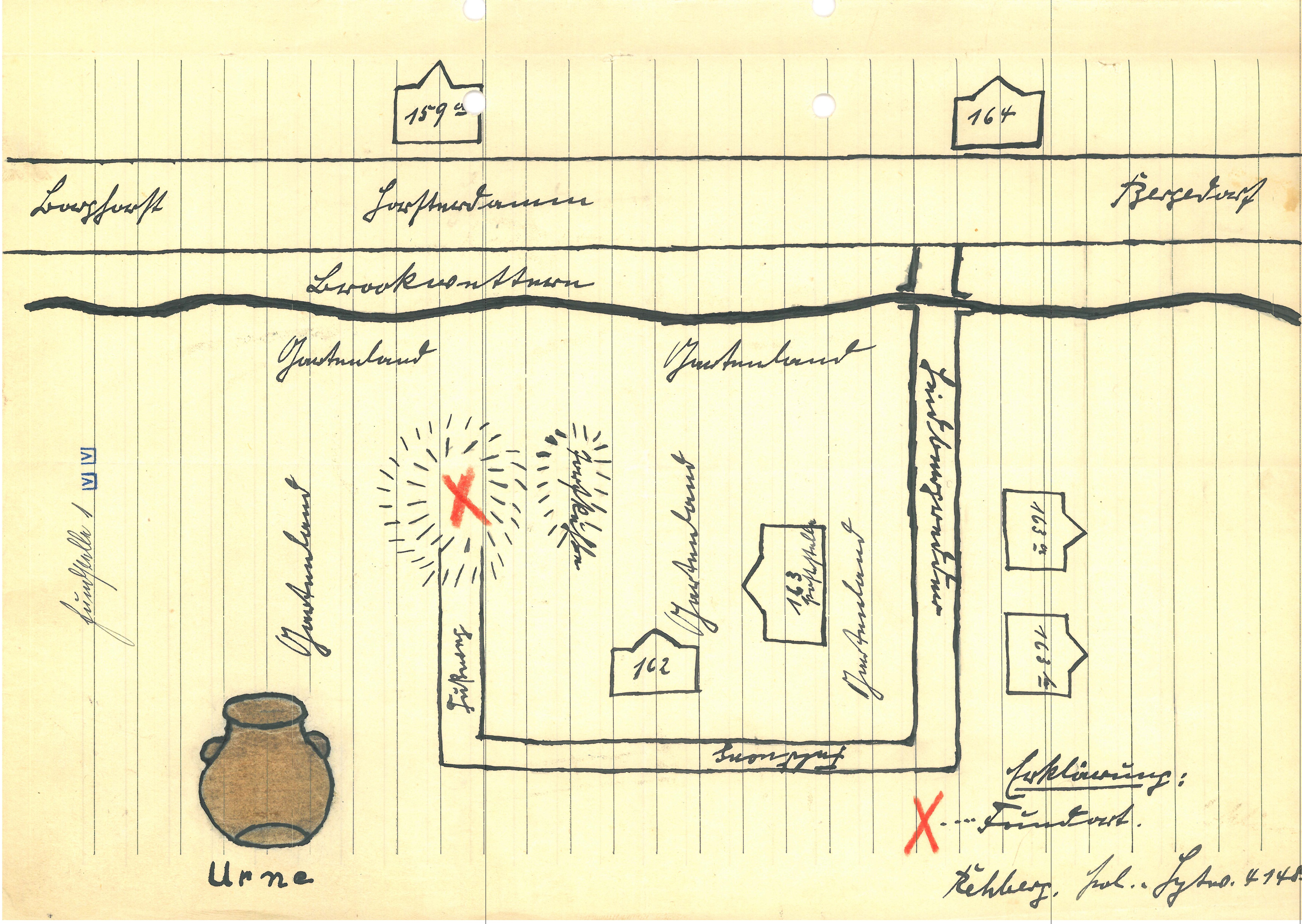
Zeichnung der Fundstelle aus dem Polizeibericht

Die Fundstelle lag etwa 200 m östlich der Straße Heidbergredder auf einer leicht hügeligen und bisher unbebauten Stelle. Die Bestattungsurne mit dem Holsteiner Gürtel wurde am 24. August 1931 vom Arbeiter Wolf Puttfarken gefunden, der auf seinem Grundstück Sand abgegraben hatte. Puttfarken meldete seinen Fund dem Polizeiposten Altengamme und bot dem diensthabenden Polizeihauptwachtmeister Rehberg an, die Urne zu übernehmen und zu melden. Die Urne, ein Keramiktopf mit kurzem ausknickendem Rand mit zwei Henkeln am Halsansatz, stand in einer Tiefe von etwa einem Meter im weißen Sand, ohne weitere Steinpackung. Das Gefäß war bei der Auffindung durch Puttfarken beschädigt worden, da er es nicht rechtzeitig erkannte. Nach genauerer Besichtigung des Gefäßes vermutete Rehberg darin wissenschaftlich relevante Objekte, worauf er den Fund verpackte und mitnahm. Das Gefäß enthielt Leichenbrand, etwas Sand und den zu einem kompakten Knäuel zusammengebogenen Gürtel. Zuhause klebte Rehberg die abgesprungenen Scherben der Urne wieder an. Er vermutete in dem mittlerweile auseinandergefallenen Einzelteilen des Gürtels ein metallenes Kästchen, eine Fehldeutung wie sie auch von nachfolgenden Bearbeitern bis 1998 beibehalten wurde. Bei der Bergung und dem anschließenden Transport gingen etwas Sand und Leichenbrand aus dem Inhalt der Urne verloren. Am 25. August meldete Rehberg den Fund dem Museum für Völkerkunde. Am 1. September erschien Dr. Hansen mit zwei weiteren Mitarbeitern der Denkmalschutzbehörde bei Rehberg, um den Fund abzuholen. Am 2. September 1931 verfasste Polizeihauptwachtmeister Rehberg einen sehr detaillierten Bericht über diesen Fund für das Völkerkundemuseum.
In den folgenden zwei Jahren wurden in der näheren Umgebung noch fünf weitere Urnen gefunden.

## Befunde
Nachuntersuchungen durch die Denkmalbehörde an der Fundstelle blieben erfolglos, so konnten die bei der Auffindung abgeplatzten Scherben nicht wiedergefunden werden. Das Keramikgefäß und die Leichenbrandreste befinden sich ebenfalls in der Sammlung des Archäologischen Museums Hamburg, so dass Aussagen zu Physiologie und Geschlecht des Verstorbenen noch möglich sind. Die gute Erhaltung des Gürtels legt nahe, dass dieser nicht zusammen mit dem Verstorbenen verbrannt wurde und erst zusammen mit dem Leichenbrand in die Urne gelangte. Neben dem Gürtel wurden keine weiteren Beigaben in der Urne dokumentiert. Um den Gürtel in dem Keramikgefäß verstauen zu können, wurde er der Länge nach kompakt zusammengerollt.
Der am Römisch-Germanischen Zentralmuseum Mainz konservierte und rekonstruierte Gürtel hat eine Länge von 1170 mm und eine Breite 100–115 mm. Der gesamte Gürtel ist in drei Segmente unterteilt, einer Hakenplatte, einer Mittelplatte und einem Gürtelblechstreifen. Die Bronzebleche waren ursprünglich auf einem größtenteils vergangenen Eisenblechträger montiert. Die Hakenplatte bestand aus einem Eisenblech mit einem kurzen Fortsatz, auf dem ein pilzförmiger Knopfhaken aus Bronze im Überfangguss aufgegossen wurde. Die ziselierten Verzierungen des Knopfes sind nur noch schwach erkennbar. Hinter dem Haken ist ein 35 mm breites Bronzeblech mit drei Nieten mit großen halbkugeligen Köpfen aufgenietet. Danach folgen drei parallel übereinander liegende, aufgenietete Bronzeblechstreifen mit punzierten Strichreihen, Halbkreisen und durchgehenden Linien als Randbegrenzung. Die Bleche enden in einem Querblech, das ebenfalls mit drei buckelförmigen Nieten befestigt ist. Die Mittelplatte bestand aus einem 115 × 112 mm großen Eisenblech, das weitgehend vergangen ist und von einem ziselierten Bronzeblech bedeckt und allseitig mit bronzenen Randleisten eingefasst ist. Das Bronzeblech trägt umlaufend gestrichelte Ränder und linienförmigen Randeinfassungen, im Zentrum befinden sich fünf sonnenähnliche Verzierungen mit Strahlenkranz. An der Mittelplatte wurden die Hakenplatte und der Gürtelblechstreifen mit Scharnieren und Stiften angeschlagen. Die Gürtelblechplatte ist mit einem Querblech und drei großen Nieten mit Pilzköpfen am Scharnier angenietet. Der Gürtelblechstreifen selbst besteht aus zwei parallel übereinander angeordneten Bronzeblechstreifen von 66 cm Länge, die das Muster der Mittelplatte dreimal weiterführen. Die Ränder sind von dicht aneinandergesetzten Bronzeblechschlaufen mit ziselierten Gruppen aus zwei und drei Linien umfangen, die mit Eisennieten mit pilzförmigen, holen Bronzeköpfen von 12 bis 16 mm Durchmesser fixiert werden. Stifte der Nieten wurden auf der Innenseite des Gürtels mit kleinen Eisenplättchen unterlegt. Von den Bronzeblechen fehlen einige Stücke, vor allem am Ende des Gürtelblechstreifens zur Mittelplatte. Von den eisernen Bestandteilen sind nur noch sehr wenige Fragmente erhalten. Reste von organischem Material wurden auf dem Gürtel nicht beobachtet. Die Oberflächen und Rückseiten der Bronzebleche zeigen Spuren einer thermischen Behandlung. Möglicherweise wurden die Gürtelteile nach der Auffindung geglüht, um diese besser auseinanderfalten zu können. Jetzt ist die Bronze des Gürtels sehr fragil.